# جوني مارس
جوني مارس (بالإنجليزية: Johnny Mars)‏ هو مغن مؤلف وموسيقي ومغني أمريكي، ولد في 7 ديسمبر 1942 في لورنس في الولايات المتحدة.

## وصلات خارجية
- جوني مارس على موقع ميوزك برينز (الإنجليزية)
- جوني مارس على موقع أول ميوزيك (الإنجليزية)
- جوني مارس على موقع ديسكوغز (الإنجليزية)